# マルスィヌル (潜水艦)
NMS マルスィヌル (Marsuinul) は、第二次世界大戦期にルーマニア海軍で運用された潜水艦である。
マルスィヌルは第二次世界大戦期にルーマニアで建造された数少ない軍艦の一つであると同時に、ルーマニア製の潜水艦としては最大のものであった。黒海に展開した枢軸国海軍の潜水艦の中でも最も大出力である本艦は、近代的な潜水艦であった。

## 概要

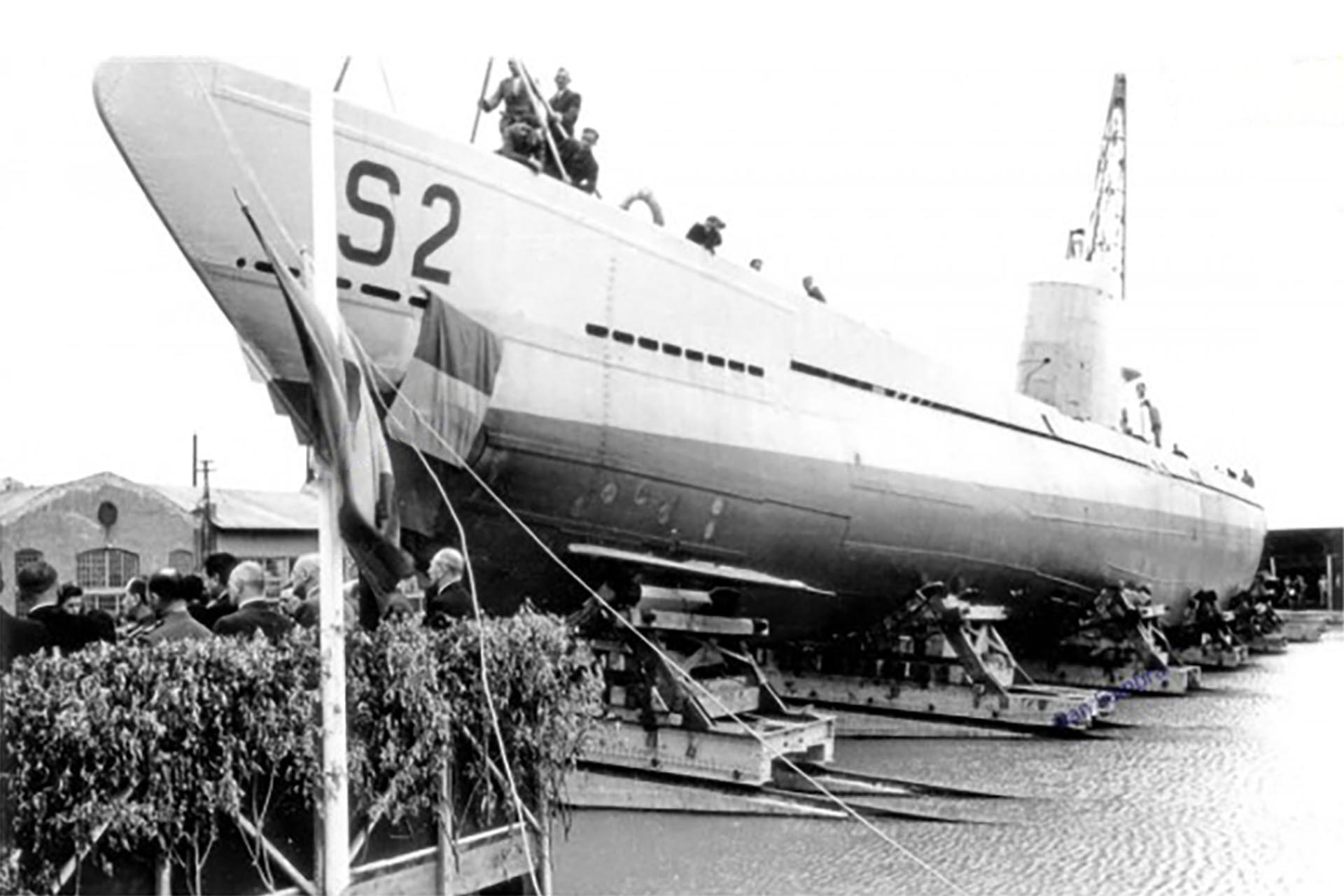
マルスィヌル 進水式

マルスィヌルはハーグのIvS（Ingenieurskantoor voor Scheepsbouw / Shipbuilder / Shipbuilder設計事務所）によって設計され、当初はS-2と命名されていた。1938年にガラツィ造船所で建造が開始され、1941年5月4日に進水した。マルスィヌルは全長58m、全幅5.6m、喫水3.6m の大きさで、基準排水量620tであった。推進装置は2基のMANディーゼルエンジンと2基の電動モーターで構成され、2つのシャフトに電力を供給し、海上で最大16ノット、海中で9ノットの速度を出すことが出来た。武装として、105mm砲、37mm対空砲各1基と、6基の533mm魚雷管を装備していた。マルスィヌルは45人の乗組員、110メートルの潜水深度、8,000海里以上の航海距離を持っていた。

## 艦歴
マルスィヌルは1943年5月から海上での訓練と試験を開始し、1944年4月に訓練が終わり実戦投入される事となった。1944年5月11日から27日まで、マルスィヌルはルーマニア海軍艦艇として唯一の任務となった哨戒任務をおこなった。マルスィルヌはトルコ沿岸のエレーリとトラブゾン間、およびソビエト連邦のバトゥミ港付近の哨戒活動に付いたが、出港直後にソ連軍の潜水艦と誤認され、ヴァルナから出港したドイツ軍艦艇から攻撃を受けた。この時には損害を受けなかったが、バトゥミに到着した後、マルスィヌルはソビエト海軍によって発見され、ソビエト軍艦艇と航空機によって何度も機雷による攻撃を受けた。5月19日には43発の機雷を投下され、翌20日にはソビエト軍潜水艦が魚雷で攻撃したが、直撃は免れた。その後すぐにソビエト軍潜水艦は駆潜艇を呼び、ソ連軍駆潜艇により31発の機雷が投下された。5月21日にはマルスィヌルは再び43発の機雷で攻撃を受けた。このように再三の攻撃にもかかわらずマルスィヌルは大きな損傷もなく、月末にコンスタンツァに帰投した。
マルスィヌルは1944年8月23日にソビエト赤軍に鹵獲され、1944年10月20日にTS-2としてソ連海軍の艦艇として再就役した。1945年2月20日に、マルスィヌル/TS-2は搭載していた魚雷の爆発事故によりポティで沈没した。

## ルカヌル (姉妹船)[7][1][2]

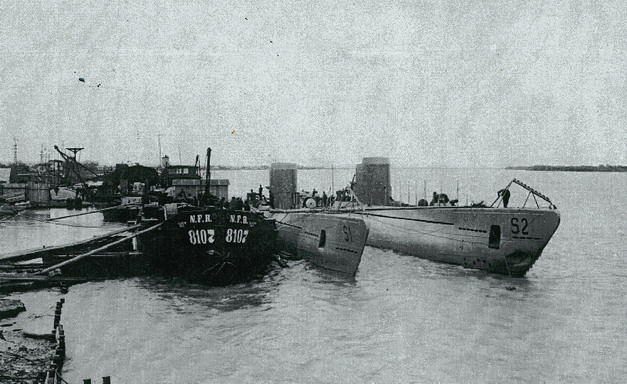
ルカヌル(左) と マルスィヌル(右)

- 起工: 1938年 ガラツィ 造船所, ルーマニア
- 進水: 1941年5月22日
- 竣工: 1943年
- 除籍: 1967年

- 艦種: 潜水艦
- 艦級: 単一
- 排水量: 585 t
- 機関: MAN ディーゼル 2台, 電動機 2台
- 推進: 2軸
- 速力: 17 kn/9kn
- 航続距離: 7,000 浬
- 乗員: 45 名
- 武装: 88 mm SK C/35 単装砲(1 門), 20 mm エリコン 機関砲(1 門), 533 mm魚雷発射管 (4 門), 機雷40個